# Podolien
Podolien, Podilia eller Podillya (ukrainsk: Поділля (tr. Podillia), russisk: Подолье (tr. Podolye), polsk: Podole, litauisk: Podolė, rumænsk: Podolia, tyrkisk: Podolya) er en historisk region i det vest-centrale og sydvestlige dele af nutidens Ukraine, som svarer til nutidens Khmelnytskyj oblast og Vínnitsja oblast. Transdnjestr-region i Moldova var også en del af Podolien.

## Historie
Podolien tillhørte fyrstedømmet Kiev og Volhynien. I 1200-tallet plyndrede mongolerne Podolien, Algirdas, storfyrste af Litauen, befriede området fra deres kontrol, efter hans sejr over Den Gyldne Horde i et slag i 1362 og annektere det under navnet Podolien, der ligesom Ponizie betyder "lavlande". Den litauiske kolonisering indledtes i 1300-talet. Efter storfyrste Vytautas Didysis' død i 1430 blev Podolien en del af det polske kongerige, med undtagelse af den østlige del, provinsen Bratslav, som forblev en del af storfyrstendømmet indtil Lublinunionen i 1569. 
I 1672 erobrede Det Osmanniske Rige området under den Polsk-osmanniske krig (1672-1676). På grund af det osmanniske nederlag i slaget ved Zenta 1697 mod det Habsburgske rige blev osmannerne tvunget til fred, der blev afsluttet i Karlowitz i 1699. Da realunionen havde spillet en afgørende rolle under krigen mod Det Osmanniske Rige blev Podolien igen en del af den polsk-litauiske realunion ved fredsslutningen. Ved Polens første deling i 1772 tilfaldt en mindre del i vest De Habsburgske Arvelande (Østrig), ved de senere delinger (1793 og 1795) overtog det Russiske Kejserrige de øvrige dele, som 1796 sammen med Bratslav blev et særskilt guvernement.
48°41′00″N 26°35′00″Ø / 48.6833°N 26.5833°Ø